# شبگرد گردن‌آتشین
 شبگرد گردن‌آتشین (نام علمی: Caprimulgus pectoralis) نام یک گونه از تیره شبگردان است.